# Julian Merryweather
Julian Christopher Merryweather (Berkeley, California, 14 de octubre de 1991), más conocido como Julian Merryweather, es un jugador profesional estadounidense de béisbol que se desempeña en la posición de lanzador en Chicago Cubs, equipo de las Grandes Ligas de Béisbol (MLB).

## Carrera
Merryweather hizo su debut en la MLB con el equipo Toronto Blue Jays, en el cual jugó tres temporadas (2022-2022), después pasó a Chicago Cubs, donde lleva jugando dos temporadas.